# Động vật ăn tạp

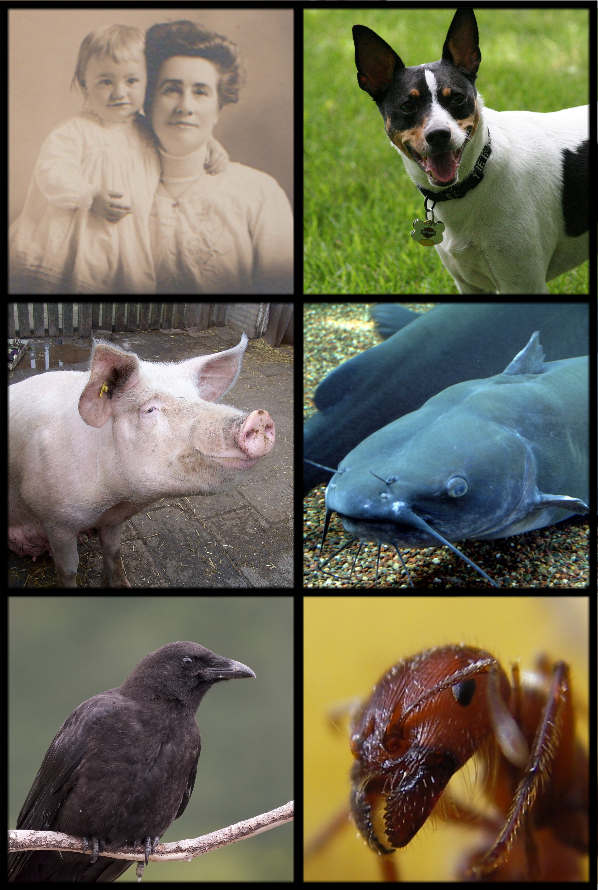
Các ví dụ về động vật ăn tạp. Từ trái sang phải: Loài người, chó, lợn, cá trê trắng, quạ Mỹ, kiến ăn thịt.

Động vật ăn tạp là loài lấy năng lượng để nuôi dưỡng sự sống từ nguồn thức ăn của cả thực vật và động vật. Đây là loài động vật rình mò cơ hội, thức ăn của chúng không phải chuyên biệt là động vật hay thực vật. Rất nhiều loài ăn tạp phải phụ thuộc vào sự kết hợp cả thức ăn động vật và thực vật để đảm bảo sức khỏe và khả năng sinh sản. Thông thường, động vật ăn thịt cũng có khả năng kết hợp các nguồn thực phẩm như tảo, nấm và vi khuẩn vào chế độ ăn của chúng.
Những loài động vật ăn tạp đến từ nhiều nguồn gốc khác nhau thường phát triển độc lập các khả năng tiêu dùng tinh vi. Ví dụ, chó phát triển từ các sinh vật ăn thịt chủ yếu (Carnivora) trong khi lợn phát triển từ các sinh vật ăn cỏ chủ yếu (Artiodactyla). Điều này có nghĩa là các đặc tính vật lý thường không phải là các chỉ số đáng tin cậy về việc liệu một con vật có khả năng thu được năng lượng và chất dinh dưỡng từ cả vật chất của thực vật và động vật. Do sự đa dạng của các sinh vật hoàn toàn không liên quan phát triển độc lập năng lực để có được năng lượng và chất dinh dưỡng từ cả vật liệu thực vật và động vật, không thể khái quát hóa các đặc điểm giải phẫu của tất cả các loài ăn tạp trên thực tế.
Sự đa dạng của các động vật khác nhau được xếp loại như động vật ăn tạp có thể được đưa vào các loại khác tùy thuộc vào hành vi cho ăn của chúng. Những loài ăn côn trùng bao gồm sói và đười ươi, những loài động vật ăn côn trùng bao gồm chim ưng và chlamyphorus truncatus, loài ăn tạp bao gồm chim lớn và người. (Điều này là do chế độ ăn uống trung bình của con người chủ yếu bao gồm ngũ cốc, gạo, ngô và lúa mì, chiếm 2/3 lượng thức ăn của con người).
Tất cả các loài động vật này đều là động vật ăn tạp, nhưng vẫn nằm trong những hốc đặc biệt về hành vi ăn uống và thức ăn ưa thích. Là động vật ăn thịt mang lại cho những động vật này nhiều an ninh lương thực hơn trong những thời điểm căng thẳng hoặc làm cho có thể sống trong những môi trường không phù hợp hơn.